# نمازخانه یغیا مقدس، مارگارا
نمازخانه یغیا مقدس، مارگارا (ارمنی: Սուրբ Եղիա Մարգարա մատուռ؛ انگلیسی: St. Elia) یک نمازخانه متعلق به کلیسای حواری ارمنی واقع در شهر پاراکا، جمهوری خودمختار نخجوان جمهوری آذربایجان می‌باشد. ساخت و ساز این ساختمان در سده ۱۲ام میلادی؛ به پایان رسید. این بنا به سبک معماری ارمنی طراحی شده‌است.